# Боксбергер, Ганс
Ганс Боксбергер известный также, как Ганс Боксбергер Старший (нем. Hans Bocksberger der Ältere; 1510, Мондзе, Верхняя Австрия — 1561, Зальцбург) — австрийский живописец и резчик эпохи Возрождения, один из лучших художников XVI века.

## Биография
Первые уроки живописи получил у своего отца, Ульриха Боксбергера, который тоже был художником, и преимущественно занимался декоративной живописью.
Потом отправился в Италию, где изучал произведения известных мастеров. Активно работал в Праге, Инсбруке, Ландсхуте и Мюнхене, но всегда возвращался в Зальцбург, где вероятно и умер.
Женился в 1542 году, со своей женой Маргарет воспитал девять детей. Сыновья Ганс Боксбергер Младший и Генрих также стали художниками.

## Творчество
Гансу Боксбергеру Старшему принадлежат фрески на наружных и внутренних стенах многих домов в Мюнхене, Регенсбурге и Аугсбурге, где он работал для Фугеров и разрисовал их дворец картинами, изображающими историю Фридриха I Барбароссы. Выполнил роспись стен и потолка в протестантской часовне замка в Нойбурге сценами из Ветхого Завета и др.
Его картины масляными красками ещё и теперь имеются в разных галереях.
Г. Боксбергер Старший также был резчиком по дереву и поставлял политипажи для изданий З. Фейерабенда во Франкфурте (Библия 665 и т. д.).
- Гравюра с изображением преподавателей Немецкой академии изящных искусств (Teutsche Academie)
- Портрет императора Фердинанда I